# John F. Muth
John Fraser Muth (* 27. September 1930 in Chicago; † 23. Oktober 2005 in Key West) war ein US-amerikanischer Wirtschaftswissenschaftler.

## Leben
John F. Muth war am Carnegie Institute of Technology und an der Michigan State University tätig. Von 1969 bis 1994 war er Professor für Produktionsmanagement an der Indiana University in Bloomington. Muth war seit 1961 entscheidender Vertreter der Theorie der rationalen Erwartung, die später auch von Robert E. Lucas weiterentwickelt wurde.